# Ian McNuff
Ian McNuff (10 de marzo de 1957) es un deportista británico que compitió en remo.
Participó en los Juegos Olímpicos de Moscú 1980, obteniendo una medalla de bronce en la prueba de cuatro sin timonel. Ganó dos medallas de bronce en el Campeonato Mundial de Remo, en los años 1978 y 1979.

## Palmarés internacional
| Juegos Olímpicos   | Juegos Olímpicos          | Juegos Olímpicos  | Juegos Olímpicos   |
| Año                | Lugar                     | Medalla           | Prueba             |
| ------------------ | ------------------------- | ----------------- | ------------------ |
| 1980               | Moscú (URSS)              | Medalla de bronce | Cuatro sin timonel |
| Campeonato Mundial |                           |                   |                    |
| Año                | Lugar                     | Medalla           | Prueba             |
| 1978               | Cambridge (Nueva Zelanda) | Medalla de bronce | Cuatro sin timonel |
| 1979               | Bled (Yugoslavia)         | Medalla de bronce | Cuatro sin timonel |